# セルゲイ・ミハイロフ
セルゲイ・ミハイロフ（Sergey Mihaylov、1976年3月5日 - ）は、ウズベキスタンのボクサー。シドニーオリンピックのライトヘビー級（81kg級）で銅メダルを獲得した。

## 成績
- 1998年アジア競技大会ライトヘビー級金メダル
- 2000年シドニーオリンピックライトヘビー級銅メダル
- 2002年アジア競技大会ヘビー級金メダル
- 2003年ボクシング世界選手権ベスト8